# Joseph Paul Alizard
Joseph Paul Alizard (Langres, 12 agosto 1867 – Châteauvillain, 23 novembre 1948) è stato un pittore francese.

## Biografia
Ha seguito le orme del padre Antoine-Julien Alizard (1827-1912). È stato allievo all'Ecole Nationale Supérieure Des Beaux-Arts de Paris  di Jean Paul Laurens (1832-1921), dopo questo periodo di studi, ha frequentato l'Académie Julia, dove ha avuto come maestro Jean-Joseph Benjamin-Constant (1845-1902).
È stato docente di disegno pittura e modellazione, presso la Scuola di Disegno di Langres, ha lavorato dalla Picardia a Parigi, dalla regione di Campagne alla Bretagna.
Presente al Salone degli Artisti Francesi dal 1897 al 1942, egli ottenne una medaglia nel 1908, la croce di Cavaliere della Legione d'Onore nel 1926 classificato fuori concorso. Le sue opere sono state esposte all'Esposizione di Bruxelles nel 1910 e ha partecipato ad altre manifestazioni in Belgio, in America e in Giappone.
Noto oltre che come ritrattista, incisore e disegnatore, ha realizzato anche dipinti di genere come: La figlia di Eva (1928), Perplessità (1936), All'ombra di Beethoven (1939). Il VII Municipio di Parigi possiede di questo artista: Il bacio.